# Backkartoffel

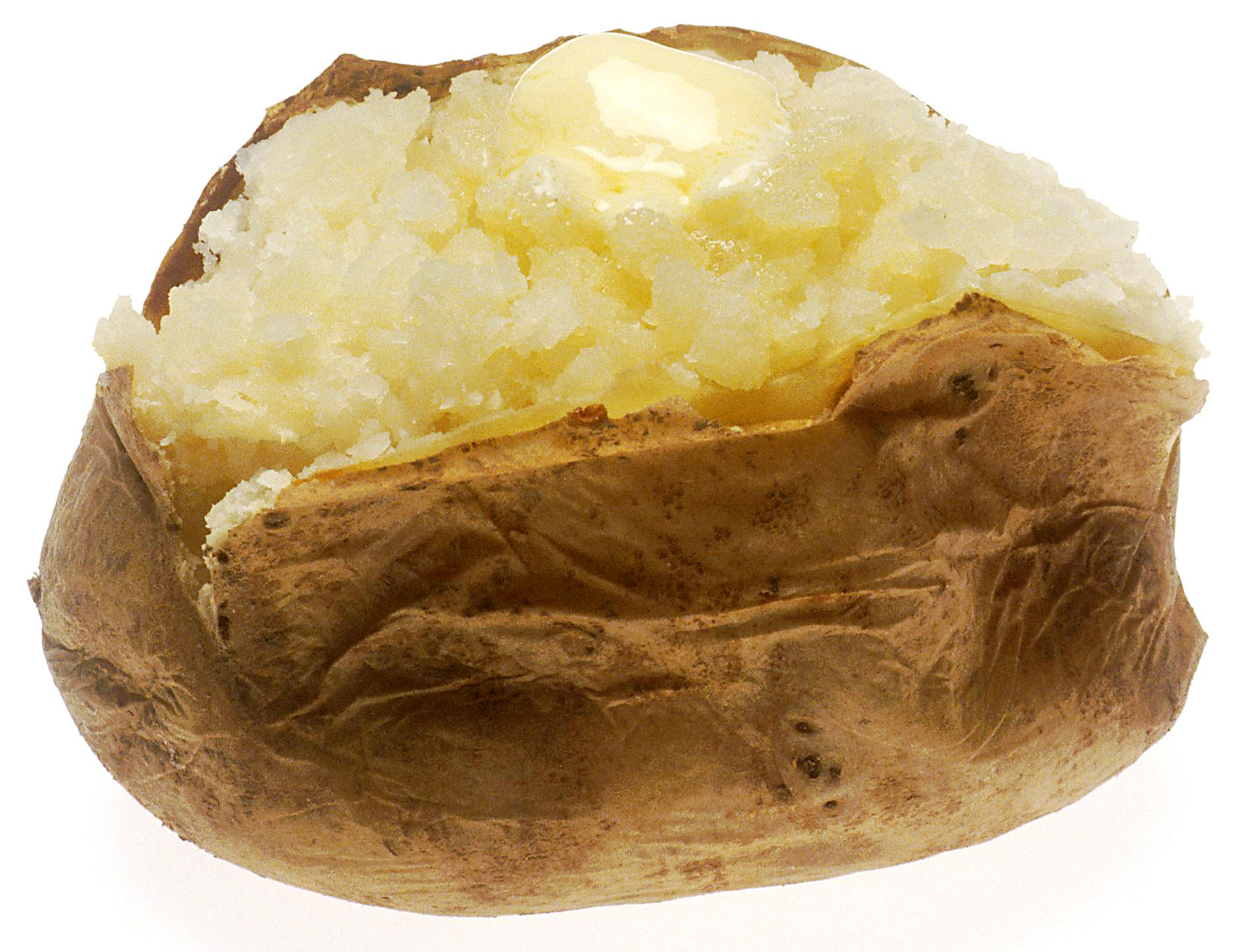
Backkartoffel mit Butter

Backkartoffeln, gebackene Kartoffeln oder Ofenkartoffeln sind ungeschälte Kartoffeln, die ohne Zugabe von Flüssigkeit in der Glut eines Feuers, im Erdofen oder im Backofen gegart werden. Sie dienen als Beilage oder können mit Kräuterquark, Sauerrahm, Tzatziki, Käse, Heringsstipp o. ä. gegessen werden. Für Backkartoffeln werden meist mehligkochende Sorten verwendet.

## Zubereitung
Es gibt verschiedene Varianten der Zubereitung:
- In der einfachsten Variante werden die ganzen Kartoffeln ohne weitere Vorbereitung in der Glut oder im Ofen gegart und aus der Schale gegessen. Gewürzt werden sie erst beim Essen, z. B. mit Salz und Kräuterbutter. Oder sie werden vor dem Servieren teilweise ausgehöhlt, das Entnommene wird gewürzt, z. B. mit Butter und Rahm vermischt und als Füllung in die Kartoffeln gegeben, evtl. noch mit Käse gratiniert (Kartoffeln Byron).
- Um ein Austrocknen der äußeren Bereiche zu verhindern, können die Kartoffeln in Alufolie gewickelt werden (Folienkartoffeln). Dieses Verfahren ist üblich bei besonders großen Kartoffeln mit längerer Garzeit und beim Garen in der Glut. Dabei handelt es sich um eine Entsprechung zu der alten Technik, Lebensmittel in große Blätter gewickelt in der Glut zu garen. Hier wird ebenfalls nach dem Garen gewürzt.
- In einer anderen Variante werden zunächst Kartoffeln gewaschen, gebürstet und ungeschält der Länge nach halbiert. Dann werden die Schnittflächen je nach Geschmack z. B. mit einer Würzmischung aus Butter, Kümmel und Salz oder Olivenöl und Kräutern wie Rosmarin oder Thymian eingestrichen. Schließlich werden die Kartoffeln mit der Schnittfläche auf ein gefettetes Backblech gelegt und im Ofen gebacken.